# Mesoleuca venata
Mesoleuca venata là một loài bướm đêm trong họ Geometridae.